# Браніслав Ґалік
Браніслав Ґалік (словац. Branislav Gálik; нар. 20 жовтня 1973) — колишній словацький тенісист.
Найвищу одиночну позицію світового рейтингу — 199 місце досяг 21 жовтня 1996, парну — 223 місце — 17 березня 1997 року.

## Титули на челленджерах

### Парний розряд: (1)
| Ранг | Рік  | Турнір             | Покриття | Партнер        | Суперники                   | Рахунок       |
| ---- | ---- | ------------------ | -------- | -------------- | --------------------------- | ------------- |
| 1.   | 1994 | Тампере, Фінляндія | Ґрунт    | Маріо Вісконті | Юган Донар Ула Крістіанссон | 6–4, 3–6, 7–5 |